# Denhardt-Lösung
Denhardt-Lösung ist eine in der Biochemie verwendete Lösung.

## Eigenschaften
Die Denhardt-Lösung wird bei einem Southern Blot, einem Northern Blot, einem DNA-Microarray oder einer Fluoreszenz-in-situ-Hybridisierung zur Blockierung unspezifischer Bindungsstellen für Nukleinsäuren auf der Blotmembran bzw. dem Microarray oder dem Gewebsschnitt verwendet. Sie wird sowohl Blockierungs- als auch Hybridisierungslösungen zugesetzt. Zur Erhöhung der Viskosität enthält sie Ficoll (Typ 400, 0,1–0,2 g/L), sowie als Blockierungsreagenzien 0,1–0,2 g/L Polyvinylpyrrolidon und 0,1–0,2 g/L Rinderserumalbumin. Aufgrund des Proteinanteils durch das Albumin wird die Lösung, die als konzentrierte Stammlösung angesetzt wird, sterilfiltriert. Bei einem Southern Blot wird dem Puffer, der das Tensid Natriumlaurylsulfat enthält, vor Gebrauch neben der Denhardt-Lösung auch hitzedenaturierte DNA aus Lachs- oder Heringssperma hinzugefügt.